# ۳۶۵ (میلادی)
۳۶۵ (میلادی) سیصد و شصت و پنجمین سال تقویم میلادی است.

## رویدادها
- ۲۱ ژوئیه - زمین لرزه و سونامی‌ای کرت و اسکندریه را ویران ساخت و خرابی‌های گسترده‌ای را در یونان، ایتالیا و شمال لیبی باعث شد.

## درگذشتگان
‎